# Csupaszlábú lármáskuvik
A csupaszlábú lármáskuvik (Megascops clarkii) a madarak (Aves) osztályának a bagolyalakúak (Strigiformes) rendjéhez, ezen belül a bagolyfélék (Strigidae) családjához tartozó faj.

## Rendszerezése
A fajt Leon Hugh Kelso és Estelle H. Kelso írták le le 1832-ben, az Otus nembe Otus clarkii néven.

## Előfordulása
Costa Rica és Panama területén, valamint Kolumbia északnyugati részén honos. Természetes élőhelyei a szubtrópusi és trópusi hegyi esőerdők. Állandó, nem vonuló a faj.

## Megjelenése
Testhossza 25 centiméter, testtömege 125-180 gramm.
|  |

## Életmódja
Nagy rovarokkal, cickányokkal és kisebb rágcsálókkal táplálkozik.

## Természetvédelmi helyzete
Az elterjedési területe nem nagy, egyedszáma ugyan csökken, de még nem éri el a kritikus szintet. A Természetvédelmi Világszövetség Vörös listáján nem fenyegetett fajként szerepel.